# توپال‌حسن‌لی (کردامیر)
توپال‌حسن‌لی (به لاتین: Topalhəsənli) یک منطقه مسکونی در جمهوری آذربایجان است که در شهرستان کردامیر واقع شده است. توپال‌حسن‌لی ۱۳۸۰ نفر جمعیت دارد.